# Germond-Rouvre
Germond-Rouvre è un comune francese di 1 140 abitanti situato nel dipartimento delle Deux-Sèvres nella regione della Nuova Aquitania.

## Società

### Evoluzione demografica
Abitanti censiti